# فيليب بوتش
فيليب بوتش (بالألمانية: Philipp Posch)‏ هو لاعب كرة قدم نمساوي في مركز الدفاع، ولد في 9 يناير 1994 في يودنبورغ في النمسا. شارك مع منتخب النمسا تحت 17 سنة لكرة القدم ومنتخب النمسا تحت 18 سنة لكرة القدم ومنتخب النمسا تحت 19 سنة لكرة القدم ومنتخب النمسا تحت 21 سنة لكرة القدم. أما مع النوادي، فقد لعب مع أدميرا فاكر مودلينغ ونادي هارتبيرغ.

## وصلات خارجية
- فيليب بوتش على موقع قاعدة بيانات كرة القدم.إي يو (الإنجليزية)
- فيليب بوتش على موقع Soccerway.com (الإنجليزية)
- فيليب بوتش على موقع عالم كرة القدم.نت (الإنجليزية)